# Святые диаконы

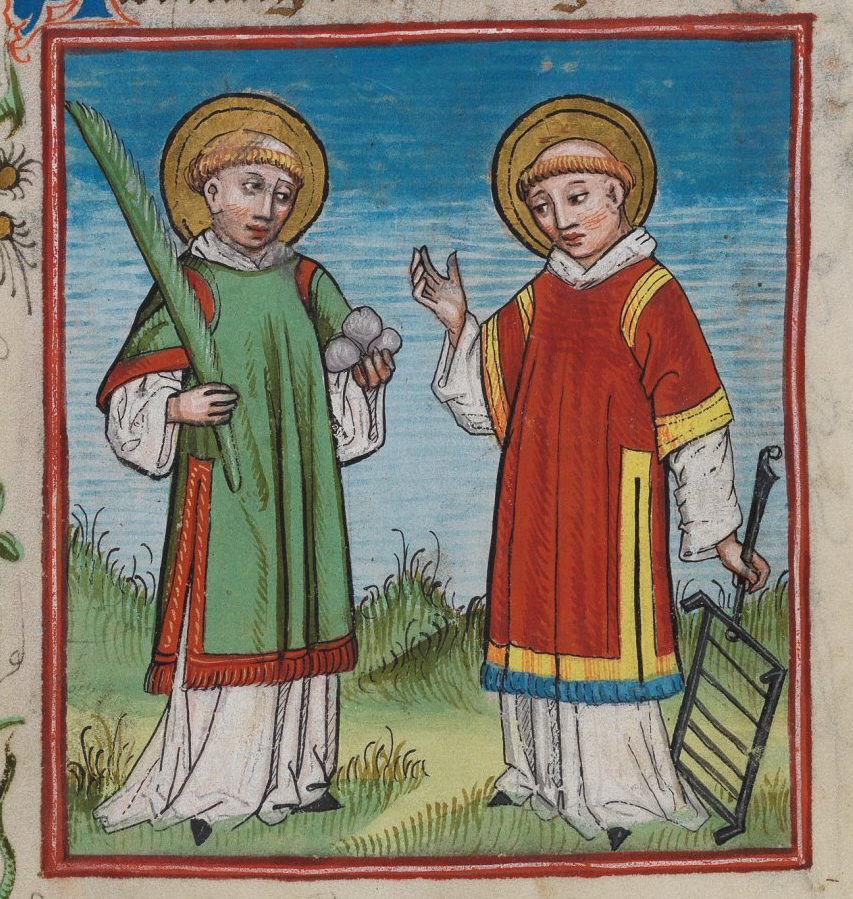
Стефан и Лаврентий

Святые диаконы — согласно книге «Деяния святых апостолов» (глава 6), семь святых диаконов, поставленных ещё апостолами, а также другие раннехристианские святые, бывшие диаконами.

## История
Впервые слово «диакон», как обозначение определённого служения в Церкви, встречается в Послании апостола Павла к Филиппийцам (1:1), а также в более позднем Первом Послании к Тимофею (3:8). Христианское предание относит возникновение диаконского служения к первым годам существования Иерусалимской церкви.
Согласно Деян. 6:1—6, часть членов общины жаловалась на неравномерную раздачу жизненных припасов, вследствие чего оказывались обделены некоторые из вдов. Сами апостолы, обязанные прежде всего проповедовать слово Божие, не имели возможности «печься о столах» (речь о равномерном распределении материальных благ среди неимущих) и на это служение посвятили своим рукоположением семь избранных общиной почтенных лиц. Избрание диаконов произошло после возмущений несправедливыми раздачами, возникших в среде христиан из «эллинистов», то есть, как обычно трактуется это слово, евреев, приехавших в Иерусалим из диаспоры и говоривших на греческом. В тексте книги Деяний сказано лишь, что семеро были поставлены «пещись (διακονεῖν) о столах», в то время как апостолы оставили за собой «служение (διακονία) слова». Таким образом, в тексте Деяний семеро не названы «диаконами» и служение их состояло из одной обязанности, в отличие от текстов Посланий апостола Павла. Так был поставлен святой Стефан:

В эти дни, когда умножились ученики, произошёл у еллинистов ропот на евреев за то, что вдовицы их пренебрегаемы были в ежедневном раздаянии потребностей. Тогда двенадцать [апостолов], созвав множество учеников, сказали: нехорошо нам, оставив слово Божие, пещись о столах. Итак, братия, выберите из среды себя семь человек изведанных, исполненных Святаго Духа и мудрости; их поставим на эту службу… и избрали Стефана, мужа, исполненного веры и Духа Святаго, и Филиппа, и Прохора, и Никанора, и Тимона, и Пармена, и Николая Антиохийца, обращённого из язычников.
— Деян. 6:1—5
Согласно «Апостольскому церковному уставу», диаконы побуждали членов общины к щедрости, к добрым делам. Вместе с тем «Апостольское предание» предписывало диакону доносить епископу и обо всех болящих, чтобы епископ мог бы их посетить и причастить Святых Тайн.

## Список
1. Стефан Первомученик.
2. Филипп (апостол от 70).
3. Прохор (апостол от 70).
4. Никанор (апостол от 70).
5. Тимон (апостол от 70).
6. Пармен (апостол от 70).
7. Николай пришлец Антиохийский — не святой, уклонился от веры с Симоном Волхвом (см. николаиты).

также диаконы (более позднего времени):
- Лаврентий Римский.
- Святой Евпл.